# Relações entre Estados Unidos e França
As relações entre Estados Unidos e França são as relações diplomáticas estabelecidas entre os Estados Unidos da América e a República Francesa desde 1776. As relações diplomáticas entre as duas nações possuem um caráter longevo e profundo, no âmbito de cooperações militares e econômicas e apoio político mútuo desde o estabelecimento dos Estados Unidos como potência regional no continente americano. O primeiro acordo diplomático entre as duas nações deu-se através de apoio francês durante a Guerra de Independência Americana e desde então, têm experimentado relações pacíficas e cordiais (com exceção da Quase-guerra em 1798-1800 e na Segunda Guerra Mundial).
Em 2002, 62% dos franceses tinham visão positiva sobre os Estados Unidos. As estatísticas caíram para 50% entre 2003 e 2008, devido especialmente às divergências dos dois países quanto à Guerra do Iraque. Em 2013, 64% dos franceses tinham visão favorável sobre os Estados Unidos, aumentando para 74% em 2014. Em contrapartida, 82% dos estadunidenses veem a França como uma nação favorável.

## Comparação entre os dois países
|                         | Estados Unidos da América                               | República Francesa                                     |
| ----------------------- | ------------------------------------------------------- | ------------------------------------------------------ |
| População               | 324 403 593 habitantes (3)                              | 67 087 000 habitantes (20)                             |
| Área                    | 9 371 174 km² (4)                                       | 551 500 km² (48)                                       |
| Densidade populacional  | 35/km²                                                  | 99/km²                                                 |
| Capital                 | Washington, D.C.                                        | Paris                                                  |
| Maior cidade            | Nova Iorque – 8 560 405 hab.                            | Paris - 2 234 105 hab.                                 |
| Governo                 | República constitucional federal presidencialista       | República constitucional semipresidencialista unitária |
| Primeiro líder          | George Washington                                       | Clóvis I                                               |
| Líder atual             | Presidente Donald Trump (R)                             | Presidente Emmanuel Macron (RE)                        |
| Legislatura nacional    | Congresso dos Estados Unidos                            | Parlamento da França                                   |
| Idioma oficial          | Inglês                                                  | Francês                                                |
| Religiões principais    | Cristianismo (70.6%) Irreligião (22.8%) Judaísmo (1.9%) | Cristianismo (58%) Irreligião (31%) Islã (4%)          |
| Trocas populacionais    | 100 000 estadunidenses na França                        | 145 000 franceses nos Estados Unidos                   |
| PIB (PPC)               | 18,5 trilhões (2)                                       | 2,7 trilhões (10)                                      |
| Gastos militares        | 596 bilhões (1)                                         | 50,9 bilhões (7)                                       |
| Membresia internacional | CSNU G8 G20 OTAN                                        | CSNU G8 G20 OTAN [ 3 ]                                 |

## História

### Século XVIII

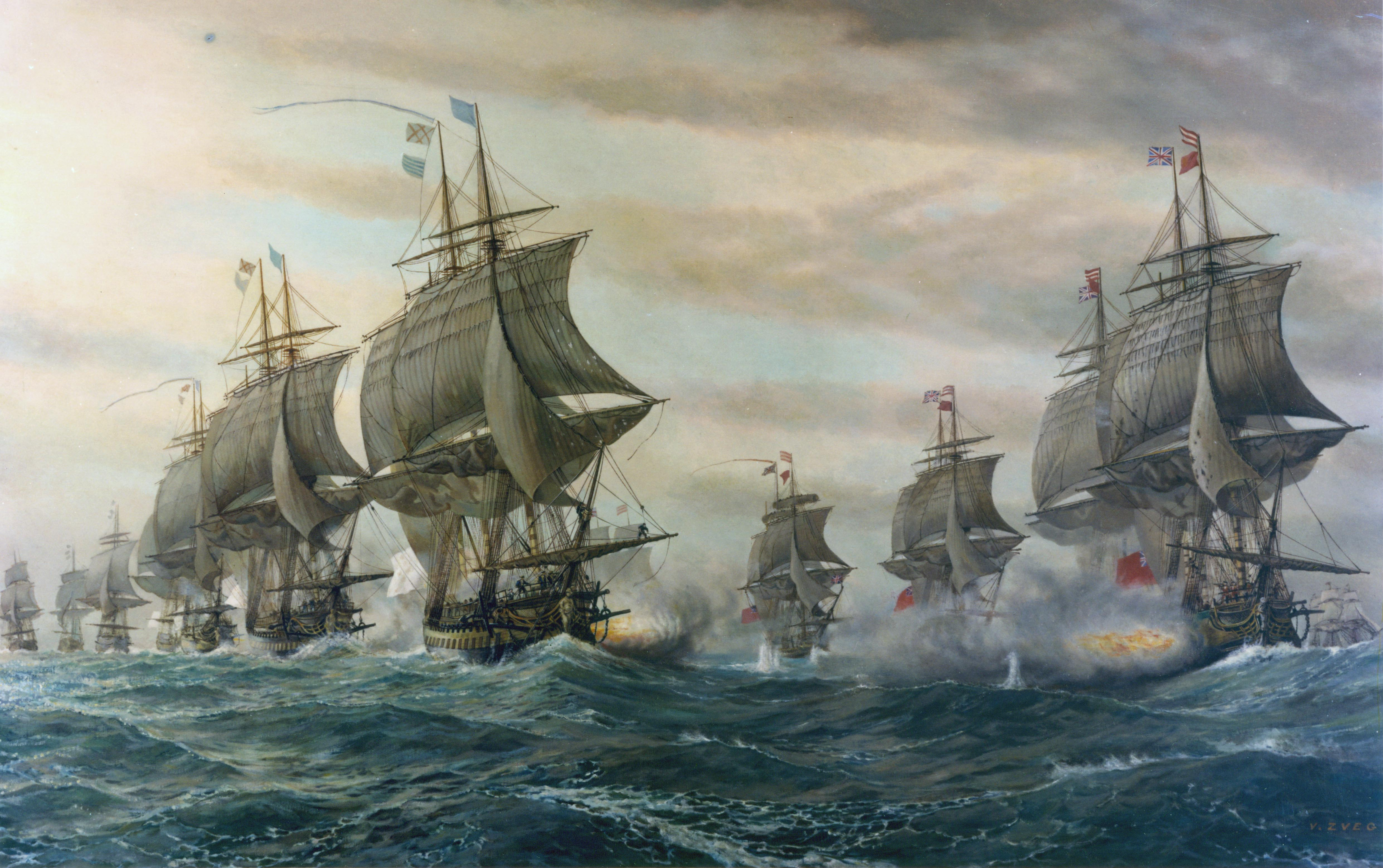
A vitória revolucionária na Batalha de Chesapeake fortaleceu os laços franco-americanos e possibilitou outras vitórias decisivas.

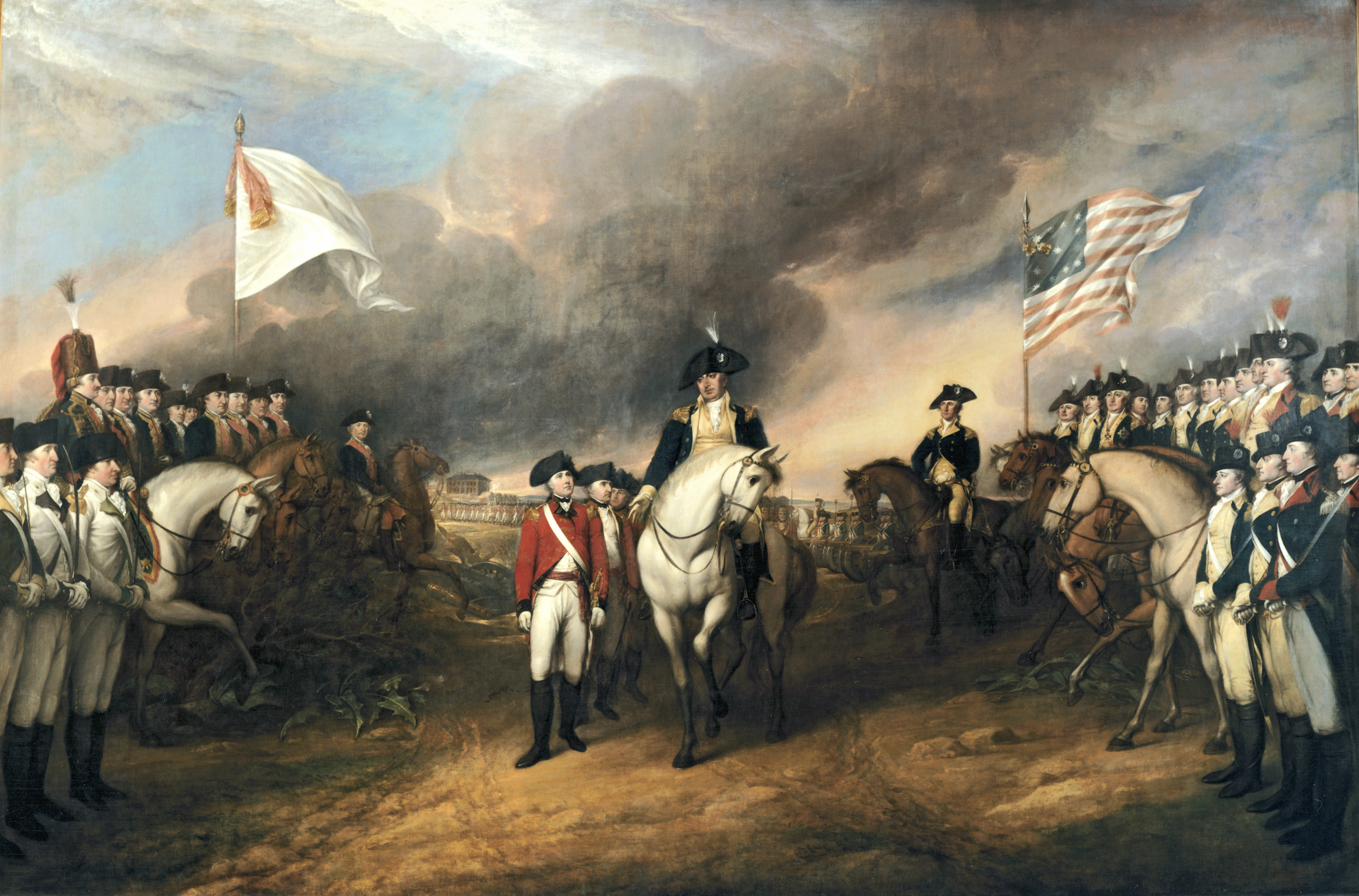
A Rendição de Lorde Cornwallis, retratando forças francesas (à esquerda) e norte-americanas (à direita) no desfecho da Guerra da Independência.

Durante o período de relativa paz entre Grã-Bretanha e França, e enquanto houve o precário equilíbrio entre os colonos americanos, as colônias francesas e britânicas coexistiram sem maiores rivalidades. Contudo, com o levante da Revolução Gloriosa na Inglaterra em 1688, diversas disputas dinásticas, religiosas e faccionais voltaram à torna entre os dois países, desencadeando longos confrontos bélicos - principalmente em solo americano. A principal série de conflitos entre os dois países ficou conhecida como "Quatro Guerras Franco-Indígenas": Guerra do Rei Guilherme; Guerra da Rainha Ana; Guerra do Rei Jorge e a Guerra Franco-Indígena propriamente dita). Os britânicos finalmente removeram os franceses da América do Norte em 1763 após a derrota francesa na Guerra dos Sete Anos. Após uma década, no entanto, as colônias britânicas iniciaram um movimento político revolucionário que receberia apoio dos franceses, e culminando na Independência dos Estados Unidos. 
Após a ratificação da Declaração de Independência dos Estados Unidos em julho de 1776, enviados especiais em Paris recrutaram oficiais para compor o Exército Continental. Um destes foi o Marquês de Lafayette, que ganhou proeminência como major-general dos exércitos estadunidenses em vários conflitos com a Grã-Bretanha. Apesar da rígida desconfiança francesa, os agentes americanos também solicitaram o estabelecimento de alianças formais. Impressionados com a vitória americana na Batalha de Saratoga em outubro de 1777, os franceses concordaram em forjar tratados de comércio e aliança que os comprometeriam a apoiar os colonos até a rendição britânica.
A aliança militar começou com pouca força. O almirante francês Charles Henri d'Estaing desembarcou na América do Norte em 1778 com uma frota e logo iniciou suas operações ao lado do General John Sullivan. As primeiras medidas militares entre os dois países tinham como finalidade reaver a localidade de Newport, em Rhode Island. O Almirante d'Estaing deixou brevemente a operação para confrontar frota britânica e em seguida rumou para Boston buscando reparos. Sem suporte naval, o plano fracassou e Sullivan teve de liderar um contra-ataque as forças americanas sem apoio francês. A indignação americana foi generalizada, e vários marinheiros franceses foram mortos em motins anti-franceses. Posteriormente, novos fracassos de d'Estaing em Savannah enfraqueceram a confiança mútua entre os dois países.
A aliança experimentaria uma melhoria somente com a chegada do Conde de Rochambeau, em 1780, que cooperou grandemente com George Washington. As ações navais francesas na Batalha de Chesapeake possibilitariam uma vitória decisiva franco-americana na Batalha de Yorktown em outubro do ano seguinte. A vitória em Yorktown é considerada decisiva no processo de independência dos Estados Unidos.
Os franceses teriam ainda papel de destaque nas negociações de paz entre britânicos e norte-americanos em 1782. De fato, o ministro do exterior francês, o Conde de Vergennes, havia sido apontado principal conselheiro dos norte-americanos nas questões diplomáticas. Contudo, os comissários norte-americanos (Benjamin Franklin, John Adams e John Jay) buscaram afastar-se de uma suposta manipulação por parte dos franceses e optaram por negociar diretamente com os britânicos. Em setembro de 1782, Vergennes propôs uma solução que foi radicalmente oposta pelos Estados Unidos. A França desejava livrar-se das obrigações bélicas com os norte-americanos, mas a Espanha insistiu em guerrear contra os britânicos até reaver o controle sobre Gibraltar. O acordo final determinava que os Estados Unidos seriam a região a leste dos Apalaches, enquanto toda a região ao norte do rio Ohio permaneceria sob controle britânico como Território do Noroeste. A região ao sul seria um país independente sob controle espanhol.

### Primeira Guerra Mundial
Os maiores contatos entre Estados Unidos e França neste período ocorreram após a entrada deste primeiro no conflito em 1917. Além de prover apoio logístico, o governo estadunidense enviou mais de um milhão de combatentes para as trincheiras francesas. O apoio norte-americano foi um dos fatores decisivos para a derrocada alemã na Primeira Guerra Mundial, já que Berlim encontrava sérias dificuldades em cobrir as baixas nos campos de enfrentamento e tinha ainda de lidar com a descrença generalizada do povo. Os estadunidenses, enviados sem seus armamentos pesados como estratégia contra o tempo, fizeram uso da artilharia francesa, bem como de tanques e aeronaves, como o SPAD S.XIII.

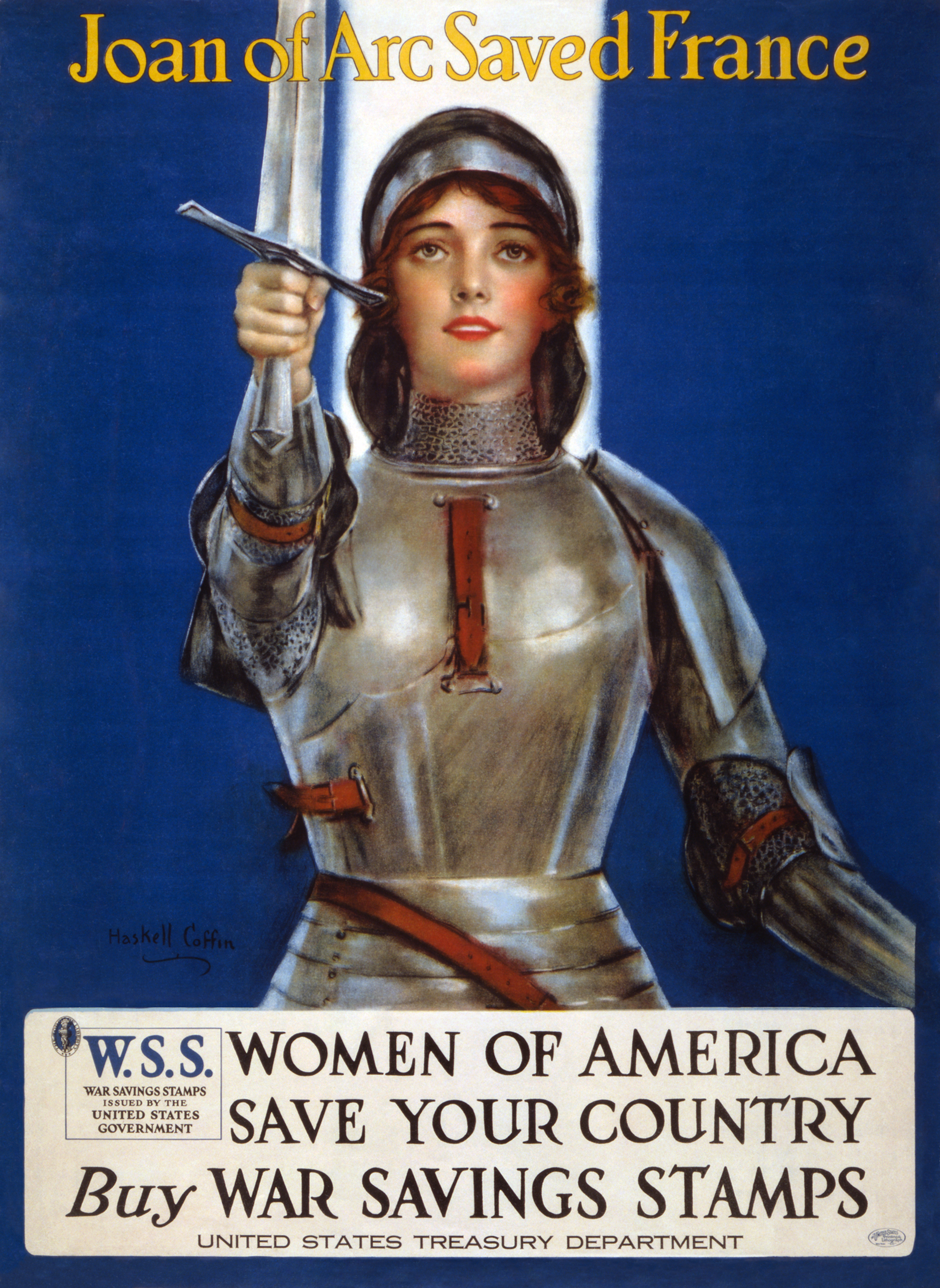
Cartaz estadunidense da Primeira Guerra Mundial retratando Joana d'Arc como heroína de guerra.

Wilson havia se tornado o herói de guerra para os franceses e sua chegada a Paris foi amplamente aclamada. No processo de paz, contudo, apesar de compartilharem muitos objetivos, os dois países entraram em disputa com a política francesa de enfraquecer permanentemente a Alemanha e obrigá-la a arcar com as despesas do conflito. A deflagrada ambição do Primeiro-ministro francês Georges Clemenceau em garantir a segurança de seu país no futuro estava relacionada à sua pouca expectativa sobre as ambições do presidente estadunidense Woodrow Wilson. Certa vez, o chefe de governo francês afirmou: "Até Deus satisfez-se com Dez Mandamentos, mas Wilson insiste em quatorze" (em referência aos Quatorze Pontos de Wilson). Estados Unidos e França vieram a discordar sobre as negociações pós-guerra, especialmente nas decisões envolvendo o futuro da Alemanha.
Clemenceau também estava determinado a criar um estado-tampão no território alemão a oeste do rio Reno. Aos olhos dos estadunidenses e britânicos, tal violação do príncipe de autodeterminação seria um pretexto para futuras guerras envolvendo as nações vizinhas, e o chefe de governo francês acabou por aceitar um compromisso proposto pelos Estados Unidos. O território em questão seria ocupado pelas tropas Aliadas durante cinco a quinze anos e estava determinada a criação de uma zona desmilitarizada abrangendo cinquenta quilômetros a oeste do Reno. Wilson e David Lloyd George concordaram que seus países protegeriam a França de uma eventual insurgência alemã. Os líderes republicanos em Washington, no entanto, defendiam a formação de um tratado com a França. Mas, a proposta não tomou efeito dada a insistência de Wilson em reaver as medidas do Tratado de Versalhes, que por sua vez não era bem visto pelos membros do partido. 

### Entre Guerras

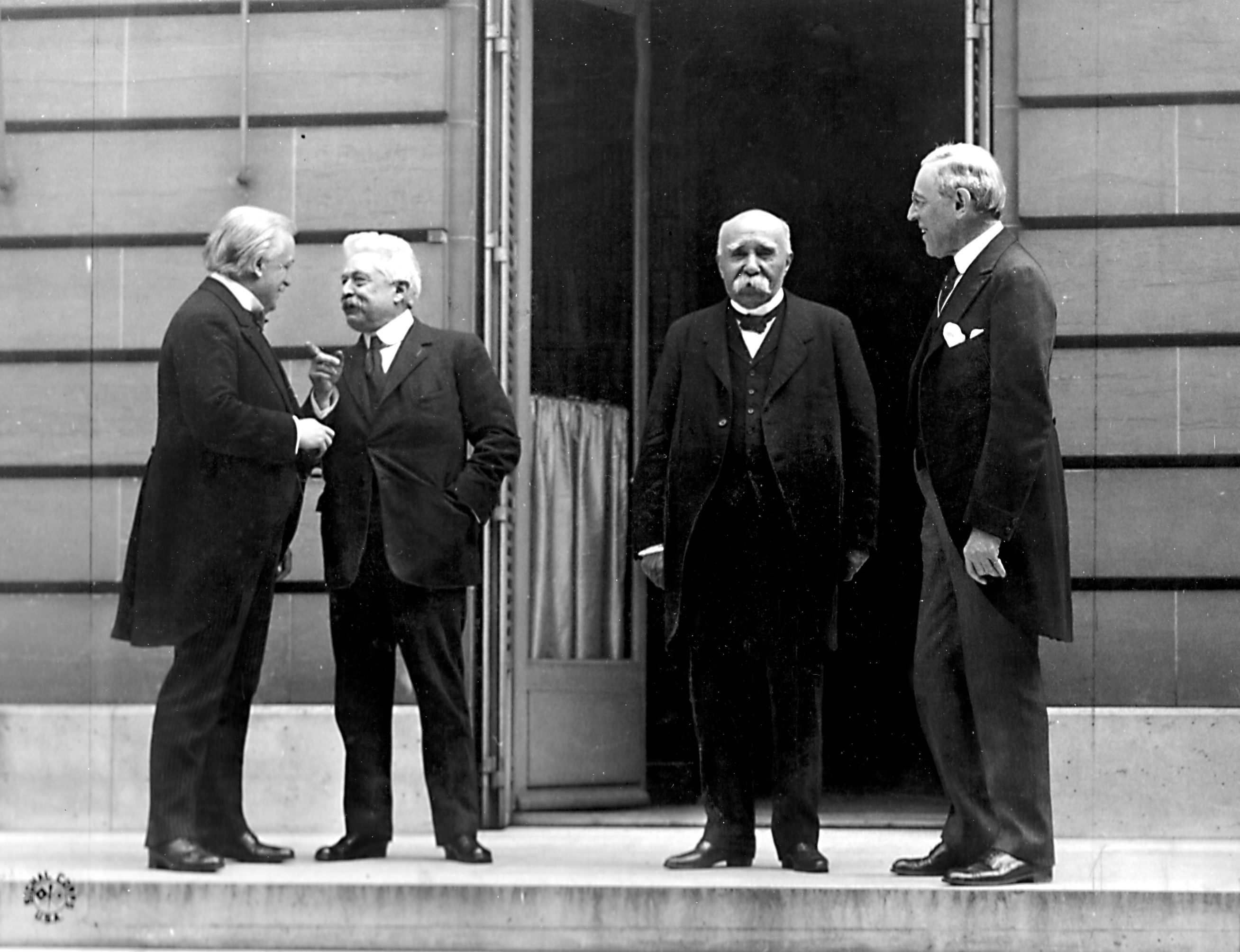
Os "Quatro Grandes" da Conferência de Paris: Lloyd George, Emanuele Orlando, Clemenceau e Wilson.

Durante o período Entreguerras, Estados Unidos e França permaneceram amigáveis e pacíficos. No início da década de 1920, intelectuais, artistas, escritores e personalidades estadunidenses divulgavam a cultura francesa.
Um grande número de artistas estadunidenses, como Josephine Baker, gozaram de grande popularidade entre os franceses. Da mesma forma, Paris tornava-se um dos maiores centros de jazz em toda a Europa, abrigando diversos artistas afro-americanos e - ao contrário dos próprios Estados Unidos à época - não possuía leis discriminatórias. A literatura também foi beneficiada com este período de paz, com autores como William Faulkner, F. Scott Fitzgerald e Ernest Hemingway descrevendo sua influência pela cultura europeia. 
Contudo, um forte sentimento de antiamericanismo ganhou evidência neste período. Muitos líderes franceses tradicionalistas alarmavam a população contra o "poder influenciador" de Hollywood, que representava a modernidade e o progresso de ideias em detrimento do tradicionalismo dos valores franceses.
Em 1928, as duas nações lideraram a campanha pelo Pacto Kellogg-Briand, que declarava ilegais as soluções políticas obtidas através de conflitos bélicos. O pacto, que veio a ser ratificado pela grande maioria de nações, promovia resoluções pacíficas a conflitos regionais e internacionais e conclamava ao esforço coletivo em evitar agressões diplomáticas. Décadas mais tarde, tais provisões seriam incorporadas a Carta das Nações Unidas e outros tratados.

### Segunda Guerra Mundial

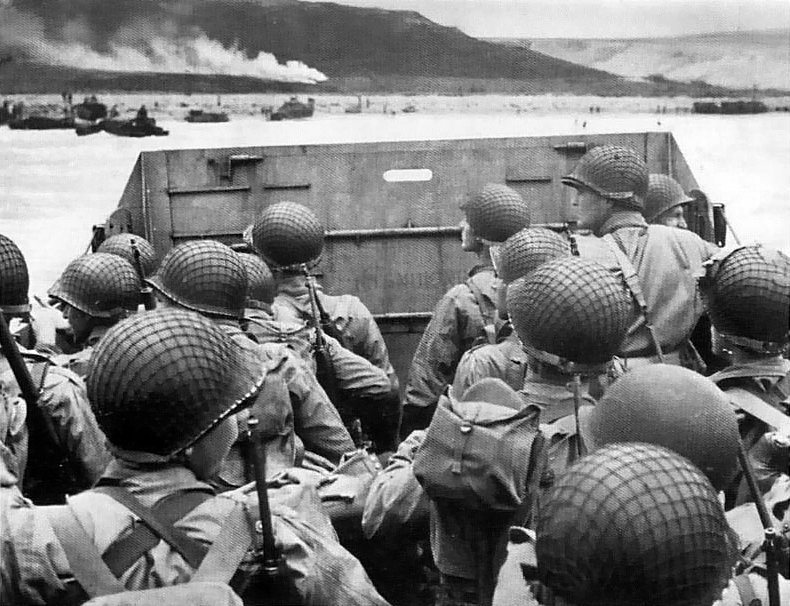
O icônico Desembarque Aliado na Normandia.

As relações franco-americanas voltaram a estagnar durante as presidências de Theodore Roosevelt e Charles de Gaulle, o líder da França Livre, que havia recusado em participar dos Desembarques da Normandia em junho de 1944. Após a Batalha da Normandia, os Aliados constataram que seria somente uma questão de tempo até a derrocada do Terceiro Reich. Dwight Eisenhower garantiu a De Gaulle que Paris seria devolvida aos franceses, salientando que sua localização geográfica não era estratégica para os objetivos de guerra. Entretanto Paris permanecia uma das mais significativas cidades europeias por seu valor histórico e cultural. O próprio Adolf Hitler havia ordenado sua implosão durante a Ocupação da França para erguer uma grande metrópole nazista em seu lugar. A liberação da cidade ficou a cargo da II Divisão de Artilharia sob comando do General Phillipe Leclerc.
O general George S. Patton, por sua vez, comandava o Terceiro Exército dos Estados Unidos em sua campanha no norte da França. Suas tropas agiram em Lorraine por um longo período, sendo uma das suas últimas vitórias. Em Lorraine, os dois contingentes uniram-se, mas com diversas divergências de comando. Apesar da descrença francesa de que os estadunidenses pudessem apoiá-los militarmente, Liberação de Paris foi executada pelas tropas francesas em respeito ao acordo prévio de Gaulle e Eisenhower.

### Pós-guerra
O Estados Unidos foram um dos arquitetos da União Europeia com um forte papel francês na época de sua fundação como CECA.

### Década de 2000
Em meados de 2004, o comércio entre os dois países retomou sua atividade normal e alguns estadunidenses afirmaram que a França não possuía direito de intervir militarmente no Iraque. Em novembro do mesmo ano, após a eclosão da Guerra Civil Marfinense, os Estados Unidos votaram a favor da Resolução 1572 (proposta pela França), que impunham um embargo militar contra a Costa do Marfim. Em fevereiro de 2005, os dois países voltaram a dialogar sobre questões internacionais, desta vez tratando da questão libanesa. Os dois países conclamaram uma retirada das tropas sírias do Líbano e propuseram com sucesso a Resolução 1559, aprovada em 2 de setembro. Em outubro de 2005, a Secretária de Estado Condoleezza Rice reuniu-se com o Ministro de Relações Exteriores francês Philippe Douste-Blazy no desenvolvimento de observações sobre o programa nuclear iraniano. A França também apoiaria, mais tarde, resoluções dos Estados Unidos contra a Coreia do Norte.

#### Guerra do Iraque

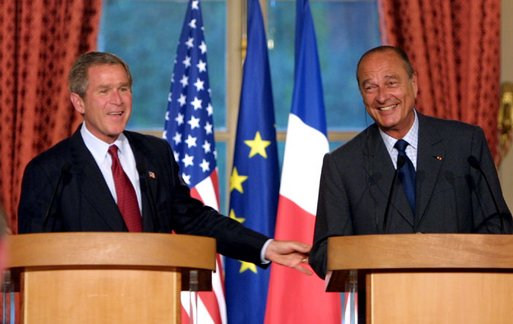
George W. Bush e Jacques Chirac no Palácio do Eliseu, em 2002.

Durante a presidência de François Mitterrand, a França apoiou a Guerra do Golfo no território iraquiano, especialmente na Operação Daguet. A Assembleia Nacional Francesa, inclusive, tomou uma "decisão sem precedentes" ao posicionar todas as tropas francesas no Golfo sob comando dos Estados Unidos por quanto tempo o conflito desenrolasse.
Em março de 2003, França, Alemanha, China e Rússia se opuseram à resolução das Nações Unidas que autorizava a Invasão do Iraque. Durante as preliminares do conflito, o ministro do exterior francês Dominique de Villepin emergiu como um proeminente crítico das políticas de George W. Bush para com o Iraque. Apesar dos constantes embates ideológicos durante este período, as relações franco-americanas permaneceram intactas e saudáveis. Poucos dias após os Ataques de 11 de setembro de 2001, o presidente francês Jacques Chirac - posteriormente eternizado por suas relações distantes com Bush - ordenou a colaboração francesa com o serviço de inteligência estadunidense, instituindo ainda a Aliança de Base como forma de apoio a Guerra ao Terror.
O ano de 2003 foi marcado também por tentativas fracassados de boicote de produtos franceses em resposta ao que seria "uma hostilidade contra a América". Não obstante o conflito no Iraque, a tentativa de boicote e o sentimento anti-francês alimentado constantemente por celebridades e líderes políticos dos Estados Unidos quebraram parte da confiança entre os dois povos. O resultado se manifestou em manifestações anti-guerra, tratamento hostil de turistas estadunidenses na Europa e um maior distanciamento do governo francês. Em dados de 2006, somente um a cada seis estadunidenses consideraram a França como um aliado dos Estados Unidos.

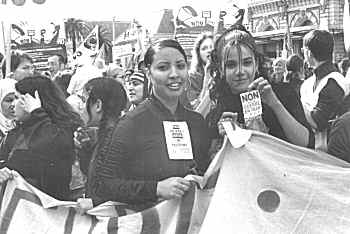
Protestos de franceses contra a Invasão do Iraque, 2003.

A ira da opinião popular estadunidense durante as preliminares da Invasão ao Iraque deveu-se primeiramente ao fato de que a França não interviria no conflito. O governo francês alegava não concordar com os argumentos apresentados pelo Conselho de Segurança das Nações Unidas como, por exemplo, a acusada ligação de Saddam Hussein com a Al-Qaeda e a existência de armas de destruição em massa no território iraquiano. Isto acarretou no sentimento de desconfiança entre os dois povos, gerando uma imagem relativamente impopular da França. Inversamente, a França seguia como uma das nações beligerantes na Guerra do Afeganistão, promovida contra o Taliban.
Conforme o conflito avançava no Iraque, as relações entre os dois países retomaram o caráter histórico. Em junho de 2006, o Pew Research Center divulgou dados em que a França aparece com 52% de aprovação pelos cidadãos norte-americanos. Outros dados divulgados indicam que os estadunidenses estariam não somente ampliando sua visão sobre o país europeu, como também sobre a Rússia e China.

#### Bush e Sarkozy

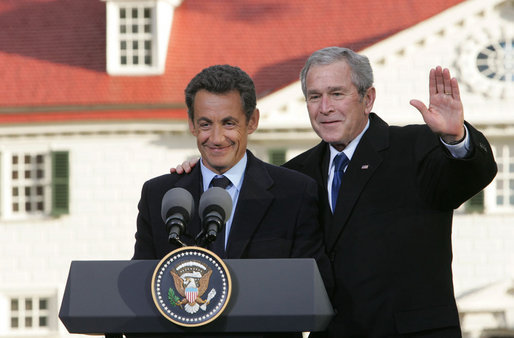
George W. Bush acena para imprensa durante discurso de Nicolas Sarkozy em Mount Vernon, 2007.

Após a eleição de Nicolas Sarkozy como Presidente da França em 2007, as relações políticas entre os dois países experimentaram uma melhoria. Sarkozy, alcunhado de "Sarko, o Americano", afirmou seu "amor pela América" e que tinha "orgulho" de seu mais novo apelido. No mesmo ano de sua posse, o presidente francês visitou os Estados Unidos e discursou perante o Congresso, quando reafirmou a importância dos laços culturais e históricos entre os dois povos. Ainda durante a visita, Sarkozy reuniu-se com os senadores John McCain e Barack Obama que seriam os candidatos presidenciais no ano seguinte.  
Meses mais tarde, Obama e McCain visitaram a França e foram recebidos por Sarkozy. Após receber Obama em julho, Sarkozy teria afirmado: "Obama? C'est mon copain", que traduz-se como "Obama? Ele é meu amigo". Por conta de seus diálogos antes de suas respectivas eleições, Obama e Sarkozy eram vistos como promessas de uma maior reaproximação entre os dois países.

## Representações diplomáticas
| dos Estados Unidos Embaixadora: Uzra Zeya - Paris (Embaixada) - Estrasburgo (Consulado-Geral) - Marselha (Consulado-Geral) - Bordéus (Posto de presença) - Lyon (Posto de presença) - Rennes (Posto de presença) - Toulouse (Posto de presença) | da França Embaixador: Gérard Araud - Washington, D.C. (embaixada) - Atlanta (consulado-geral) - Boston (consulado-geral) - Chicago (consulado-geral) - Houston (consulado-geral) - Los Angeles (consulado-geral) - Miami (consulado-geral) - Nova Orleans (consulado-geral) - Nova Iorque (consulado-geral) - São Francisco (consulado-geral) |